# Vučja Gomila
Vučja Gomila (mađarski: Zsidahegy) je naselje u slovenskoj Općini Moravskim Toplicama. Vučja Gomila se nalazi u pokrajini Prekomurju i statističkoj regiji Pomurju. 

## Stanovništvo
Prema popisu stanovništva iz 2002. godine naselje je imalo 330 stanovnika.